# Tibro
Tibro – miejscowość (tätort) w Szwecji, w regionie administracyjnym (län) Västra Götaland. Siedziba władz (centralort) gminy Tibro.
Miejscowość położona jest w prowincji historycznej (landskap) Västergötland, ok. 20 km na wschód od Skövde nad rzeką Tidan. Tibro jest znanym w Szwecji ośrodkiem przemysłu meblarskiego.
Z Tibro pochodzi tenisista szwedzki Robin Söderling.
W 2010 r. Tibro liczyło 8018 mieszkańców.